# Megacarpaeeae
Megacarpaeeae es una tribu de plantas pertenecientes a la familia Brassicaceae. El género tipo es Megacarpaea DC.

## Géneros
- Megacarpaea DC.
- Pugionium Gaertn.